# Екатеринбургский музей изобразительных искусств
Екатеринбу́ргский музе́й изобрази́тельных иску́сств (сокр. ЕМИИ) — крупнейший художественный музей Урала, имеет четыре здания — главное расположено на берегу реки Исети в Екатеринбурге, в Историческом сквере, второе — на улице Вайнера, 11, где в 2021 году открылся культурно-выставочный центр «Эрмитаж-Урал», третье здание — Музей наивного искусства на ул. Розы Люксембург, 18, и Центр истории камнерезного дела имени А. К. Денисова-Уральского на ул. Пушкина, 5.

## Здания
В основе здания музея — одно из старейших сохранившихся зданий Екатеринбурга, построенное в 1730-х — начале 1740-х годов как госпиталь Екатеринбургского железоделательного завода, впоследствии неоднократно меняло своё предназначение и перестраивалось. Изначально состояло из четырёх корпусов, сблокированных по периметру внутреннего двора — в северо-восточной части размещался госпиталь, в северо-западной монетная экспедиция, в южной части — аптека, в юго-западной — пробирная лаборатория и меховая, тут же был заводской острог. Внесено в перечень объектов культурного наследия Свердловской области как здание, где состоялось первое в Екатеринбурге театрализованное представление. Здесь 5 (17) ноября 1843 года группа казанского антрепренёра П. А. Соколова представила оперу «Невеста-лунатик» и водевиль «Ножка» — что стало началом театральной истории города и считается датой основания первого Городского театра. На протяжении XIX века здание неоднократно перестаивалось. В 1867 году здесь была устроена Александровская городская богадельня, после чего на западном корпусе был надстроен второй этаж, в 1895—1898 годах внутри здания построена Николаевская домовая церковь на средства купчихи Д. И. Лагутяевой, в 1899 году с разрешения городского архитектора Ю. Дютеля над церковью возвели звонницу, которые до настоящего времени не сохранились.

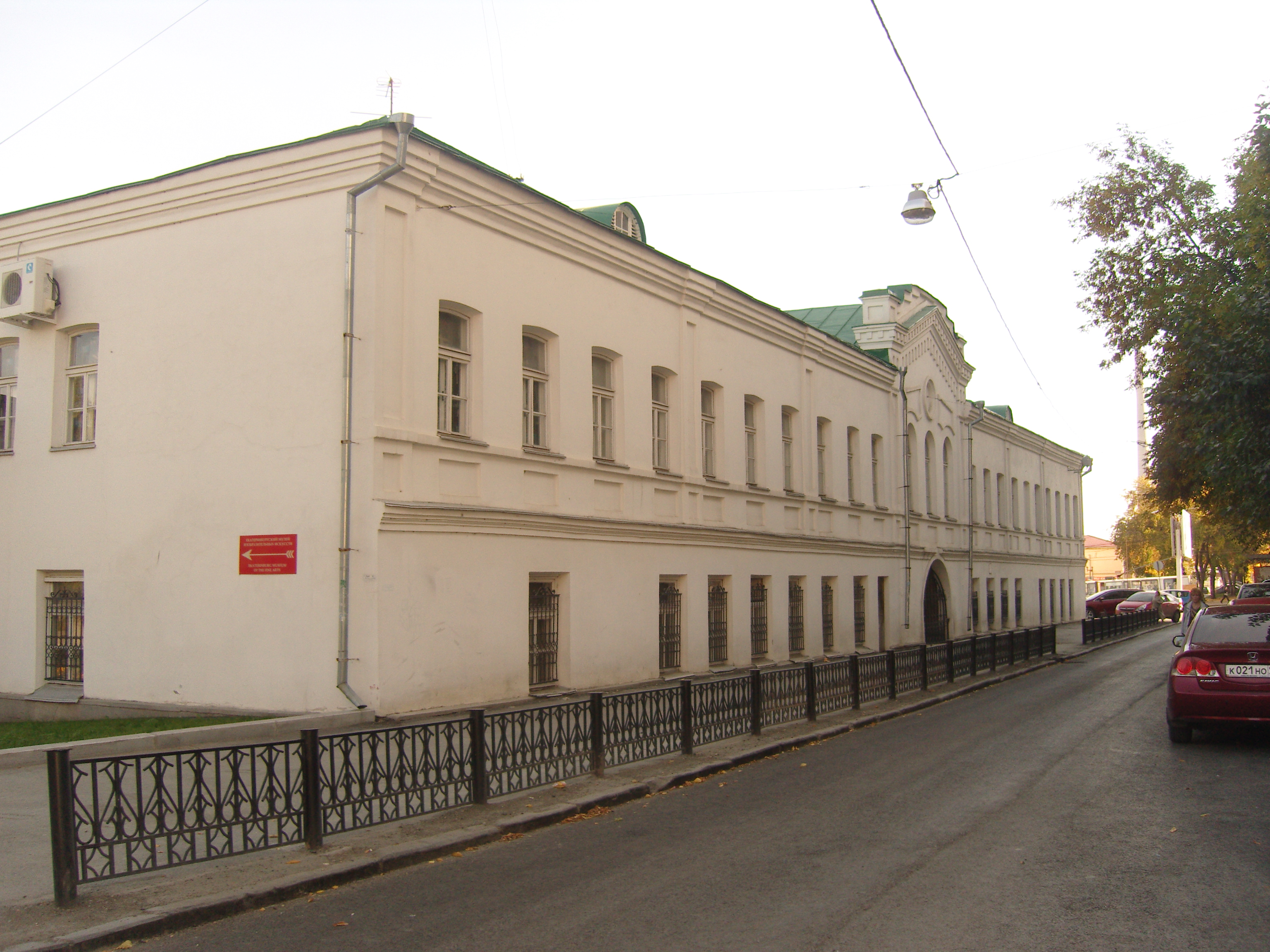
Западный корпус здания, где располагалась Александровская богадельня

В 1970-х годах во время реконструкции «Плотинки» здание было решено сохранить, в то время как большинство корпусов бывшего Екатеринбургского завода было снесено и на их месте был разбит Исторический сквер. В конце 1970-х годов возникла идея реконструкции и переоборудования его под музейное помещение. Проект был разработан группой архитекторов во главе с Г. Белянкиным и А. Пташником. В 1985 году ремонтные работы были завершены, 9 мая 1986 года музейное здание было введено в эксплуатацию. Внутренний двор был перекрыт лёгкой кровлей. Образовавшийся проём, выходящий на набережную, ограждён стеклянной стеной. Новый просторный зал вместил в себя коллекцию уральского чугунного литья, центром которой является уникальный Каслинский чугунный павильон.

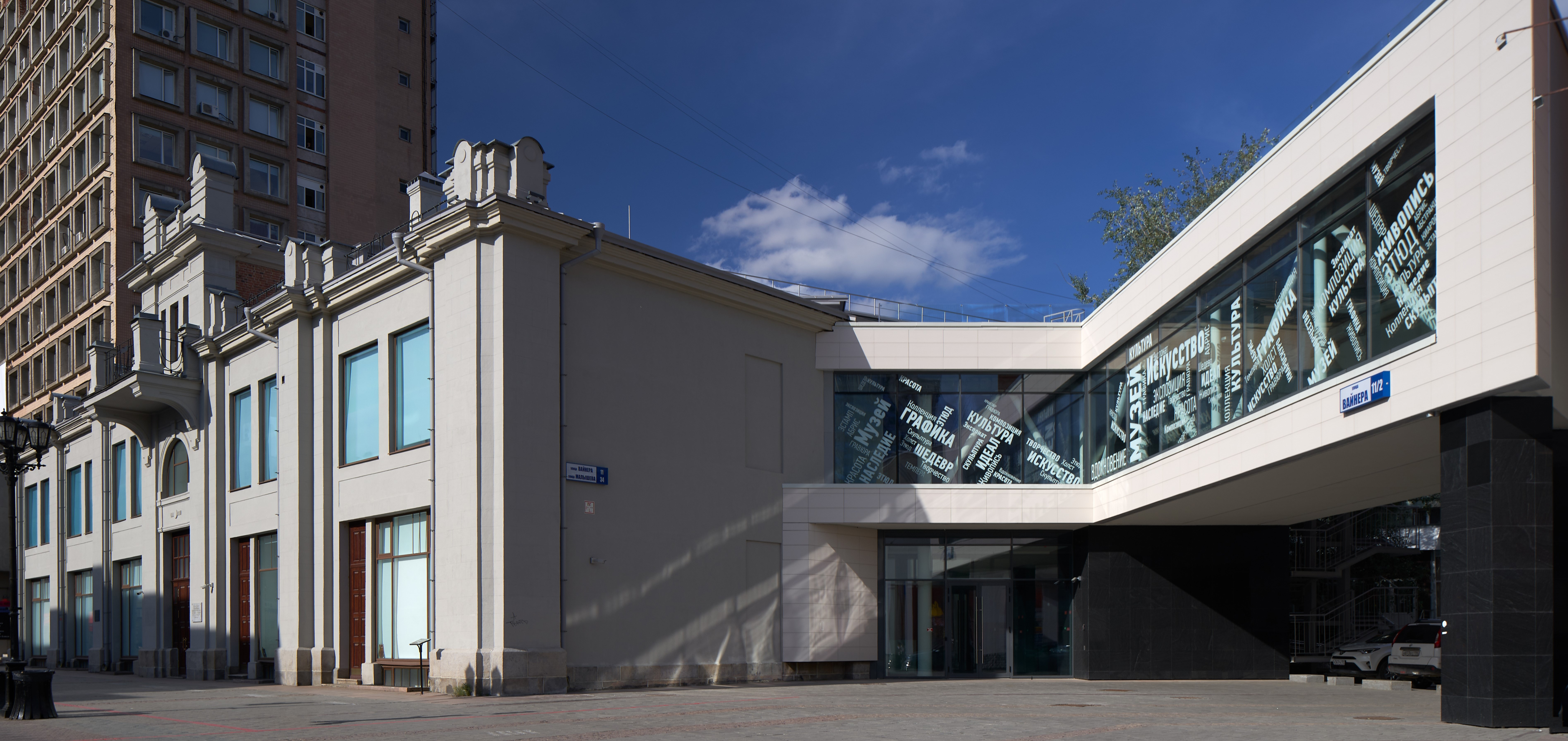
Здание культурно-просветительского центра «Эрмитаж-Урал» после реставрации, ул. Вайнера, 18

Второе здание Екатеринбургского музея изобразительных искусств, расположенное по адресу ул. Вайнера, 11, было возведено в 1912 году по проекту архитектора К. Т. Бабыкина, когда оптовый торговец мануфактурой, екатеринбургский купец первой гильдии Бардыгин решил открыть собственный магазин. В этом здании в 1936 году были развёрнуты первые экспозиции вновь образованной Свердловской картинной галереи. В 1988 году Свердловская картинная галерея получила статус музея изобразительных искусств. В этом здании музея экспонировались коллекции произведений русского художественного авангарда 1910—1920-х годов, отечественного искусства 1920—1950-х годов, и более позднего периода — 1960-х годов и до наших дней. В большом выставочном зале проходили временные выставки. После завершения работ по реконструкции здания в 2020 году здесь планировалось открытие центра «Эрмитаж-Урал», перенесённое сперва на апрель 2021 года, а затем — на конец первого полугодия 2021 года).

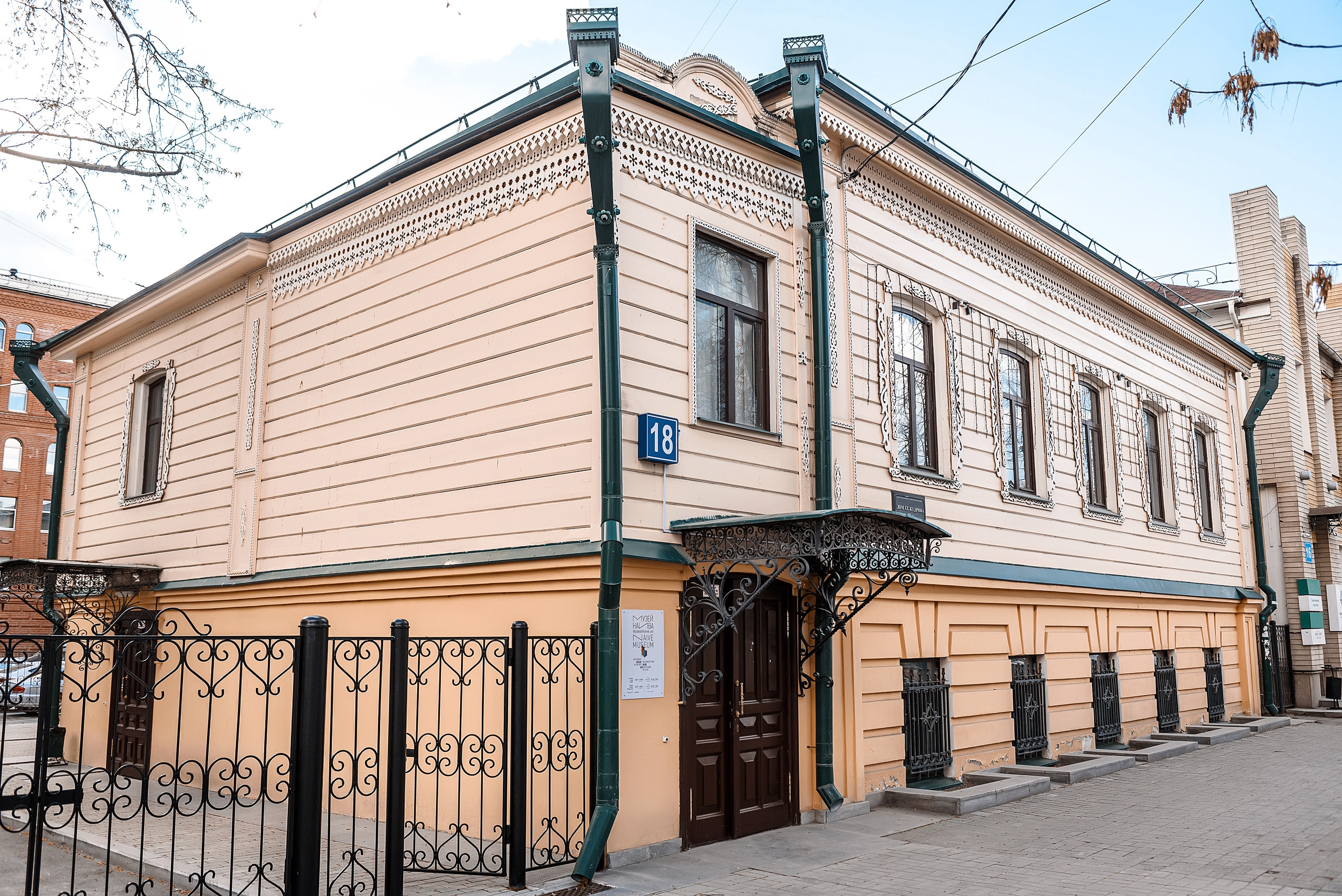
Здание Музея наивного искусства, ул. Розы Люксембург, 18

Третье здание Екатеринбургского музея изобразительных искусств — Музей наивного искусства, расположенное по адресу ул. Розы Люксембург, 18, было открыто для посетителей в исторический день рождения Екатеринбурга 18 ноября 2017 года. Здание Музея наивного искусства было построено в 1884 году архитектором А. И. Падучевым — автором нескольких архитектурных шедевров города. Владельцем особняка в центре Екатеринбурга был коллежский Советник, лесничий Монетной дачи Екатеринбургского округа Г. С. Кудрин. Здание имеет статус памятника местного значения. В 2016 году Екатеринбургскому музею изобразительных искусств муниципалитетом было передано здание под размещение коллекции Е. В. Ройзмана. В советское время дом был жилым, в нём размещались коммунальные квартиры, в постсоветские годы в особняке располагалась студия звукозаписи, где записывала альбомы легендарные группы «Чайф» и «Наутилус Помпилиус», а позднее — магазин и рекламное агентство.

## История
Свердловская картинная галерея была основана в 1936 году и открыта 1 апреля 1936 года в здании типографии «Гранит» на ул. Вайнера. Основу музейной коллекции составило собрание художественного отдела Уральского общества любителей естествознания (УОЛЕ), общее количество экспонатов на момент создания — 1 200 единиц. До 1936 года эта коллекция находилась в составе Естественноисторического краеведческого музея, затем была передана в Свердловскую картинную галерею.
В 1937 году музею переданы детали Каслинского чугунного павильона, изготовленного в 1898—1900 для Всемирной выставки в Париже (1900) и удостоенного большой золотой медали и хрустальной вазы «Гран-При». В 1947—1957 годах павильон полностью восстановлен и отреставрирован, стал центральным экспонатом в отделе прикладного иск-ва Урала, где представлены также коллекции каслинского чугунного литья, камнерезного и ювелирного искусства, златоустовской гравюры по стали, нижнетагильского расписного подноса.
В годы Великой Отечественной войны в здании Свердловской картинной галереи хранились эвакуированные из Ленинграда сокровища Государственного Эрмитажа, сотрудники которого оказали большое влияние на формирование свердловской коллекции, научную деятельность галереи и культурную жизнь города.

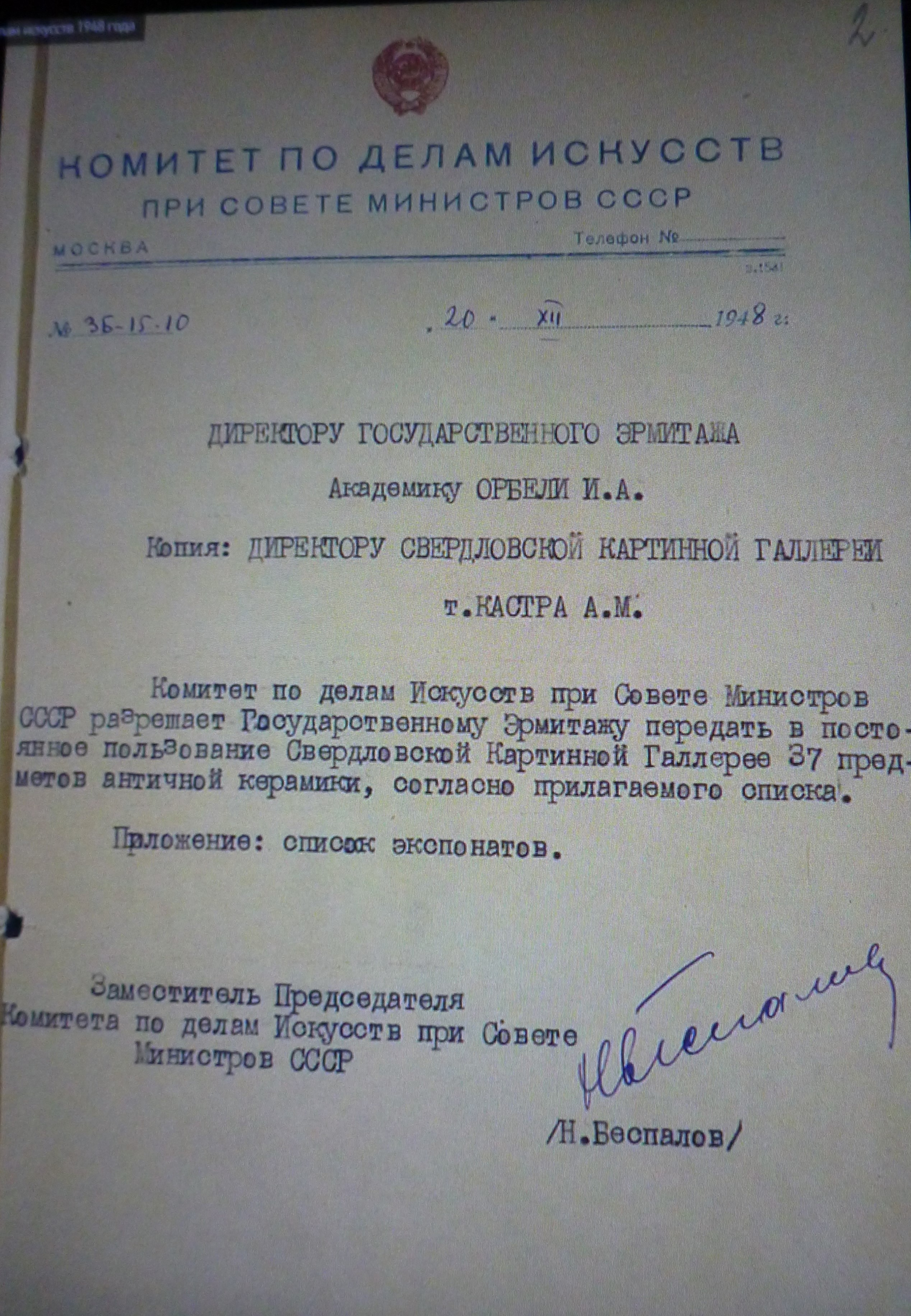
Письмо Комитета по делам искусств при Совете Министров СССР от 20 декабря 1948 года о передаче Свердловской картинной галерее из Эрмитажа 37 предметов античной керамики

В дальнейшем в коллекцию музея были переданы работы из Государственного Эрмитажа, Третьяковской галереи, Государственного музея имени Пушкина. В 1960 году по завещанию архитектора Константина Бабыкина в дар музею перешла коллекция старинного фарфора и произведений изобразительного искусства.
К середине 1980-х годов с ростом музейного собрания (до 8 300 экспонатов) возникла необходимость увеличения фондовых и экспозиционных площадей, которые смогли бы удовлетворять потребности хранения и экспонирования коллекций. В связи с этим в 1986 году часть экспозиции была перенесена во вновь реконструированное здание бывшего госпиталя Екатеринбургского железоделательного завода (ул. Воеводина, 5). Каслинский чугунный павильон был демонтирован, перенесён в новое помещение и отреставрирован.
В 1988 году Свердловская картинная галерея получила статус музея изобразительных искусств (с 1992 года — Екатеринбургский музей изобразительных искусств). Вновь организованные отделы русской живописи, декоративно-прикладного искусства, отечественного искусства XX века начали целенаправленную деятельность по комплектованию собрания. Это был период наиболее активной научной и издательской деятельности музея, который приобрёл широкую известность и контакты с научными и музейными центрами России и зарубежных стран.
В 2008 году при музее совместно с Российским центром музейной педагогики и детского творчества Русского музея был создан Региональный Центр музейной педагогики и творческого развития детей и юношества. Одним из приоритетных направлений деятельности Центра является развитие взаимосвязи музея с системой школьного образования и реализация совместных музейно-педагогических проектов и программ.
С 2011 года музеем реализуется крупнейший на Урале художественный проект — Международный фестиваль меццо-тинто, проводящийся по принципу биеннале и объединяющий художников из более чем сорока стран, работающих в этой сложной технике графики.
В сентябре 2014 года директор Государственного Эрмитажа Михаил Пиотровский, губернатор Свердловской области Евгений Куйвашев и глава администрации Екатеринбурга Александр Якоб подписали соглашение о создании культурно-просветительского центра «Эрмитаж-Урал». В июне 2015 года Министерством по управлению государственным имуществом Свердловской области была согласована документация проекта реставрации и приспособления здания бывшей типографии «Гранит» по улице Вайнера для размещения в нём этого центра в качестве структурного подразделения Екатеринбургского музея изобразительных искусств. Проектом предусмотрено также строительство отдельно стоящего здания со стороны восточного фасада объекта культурного наследия для обустройства входной зоны с минимальным вмешательством в архитектуру исторического памятника. Новый центр, на создание которого было направлено чуть больше 500 млн рублей, открылся 1 июля 2021 года. Семь музейных залов расположены в здании-памятнике, а в соединённом с ним новом здании — современное пространство с гардеробами, лифтами, эскалаторами, кассами, магазином и зоной отдыха. На первом этаже музейного пространства — большой выставочный зал для представления работ, привезённых из собрания Эрмитажа; на втором — постоянная экспозиция, куда вошли разделы про искусство античного мира и западноевропейское искусство, на третьем — мемориальная экспозиция «В глубоком тылу», отражающая все стадии эвакуации коллекции.
В 2015 году известный собиратель, Глава Екатеринбурга Евгений Ройзман передал в дар музею свою коллекцию наивного искусства, инициировав тем самым организацию нового подразделения — «Музей наивного искусства». Открытие музея по адресу ул. Розы Люксембург, 18 состоялось в ноябре 2017 года. Руководителем музея был назначен известный исследователь наивного искусства, заведующий отделом наивного искусства ЕМИИ Андрей Бобрихин.

## Директора
- 1936-(?) — Альма Мартовна (Эльма Мартыновна) Кастро (1884—1974)[15]

…
- (?)-1953, 1960-е — Яков Яковлевич Шаповалов (1912—1981)
- 1953-(?) — Евгений Владимирович Хамцов[16]

…
- 1990—2002 — Нина Евгеньевна Ганебная (1947—2002)
- 2002—2008 — Ольга Кузьминична Пичугина (род. 1948)[17]
- 01.08.2008 — 2010 — Сергей Павлович Постников[18]
- 11.05.2010 — наст. вр. — Никита Николаевич Корытин[19]

## Основные коллекции
Музей известен прежде всего уникальной коллекцией Каслинского художественного литья и всемирно известным Каслинским чугунным павильоном — участником всемирной Парижской выставки 1900 года.
- Русская живопись XVIII — начала XX вв.: представлены полотна И. И. Шишкина, И. Н. Крамского, А. К. Саврасова, В. Д. Поленова, К. А. Коровина и др.
- Русский авангард 1910—1920 гг.: представлены произведения К. Малевича, В. Кандинского, М. Ларионова, Н. Гончаровой, И. Машкова, П. Кончаловского
- Отечественная живопись и графика XX — начала XXI вв.
- Русский фарфор и стекло XVIII—XX вв.
- Русская иконопись XVI—XIX вв., включающая в том числе коллекцию так называемой «невьянской иконы»
- Западноевропейское искусство XIV—XIX вв.
- Западноевропейский фарфор и стекло
- Тобольская резная кость
- Уральское художественное литьё из чугуна
- Камнерезное и ювелирное искусство Урала
- Нижнетагильский расписной поднос
- Златоустовское украшенное оружие и гравюра на стали
- Наивное искусство
- Меццо-тинто

## Галерея

Экспозиции в здании на ул. Воеводина, 5
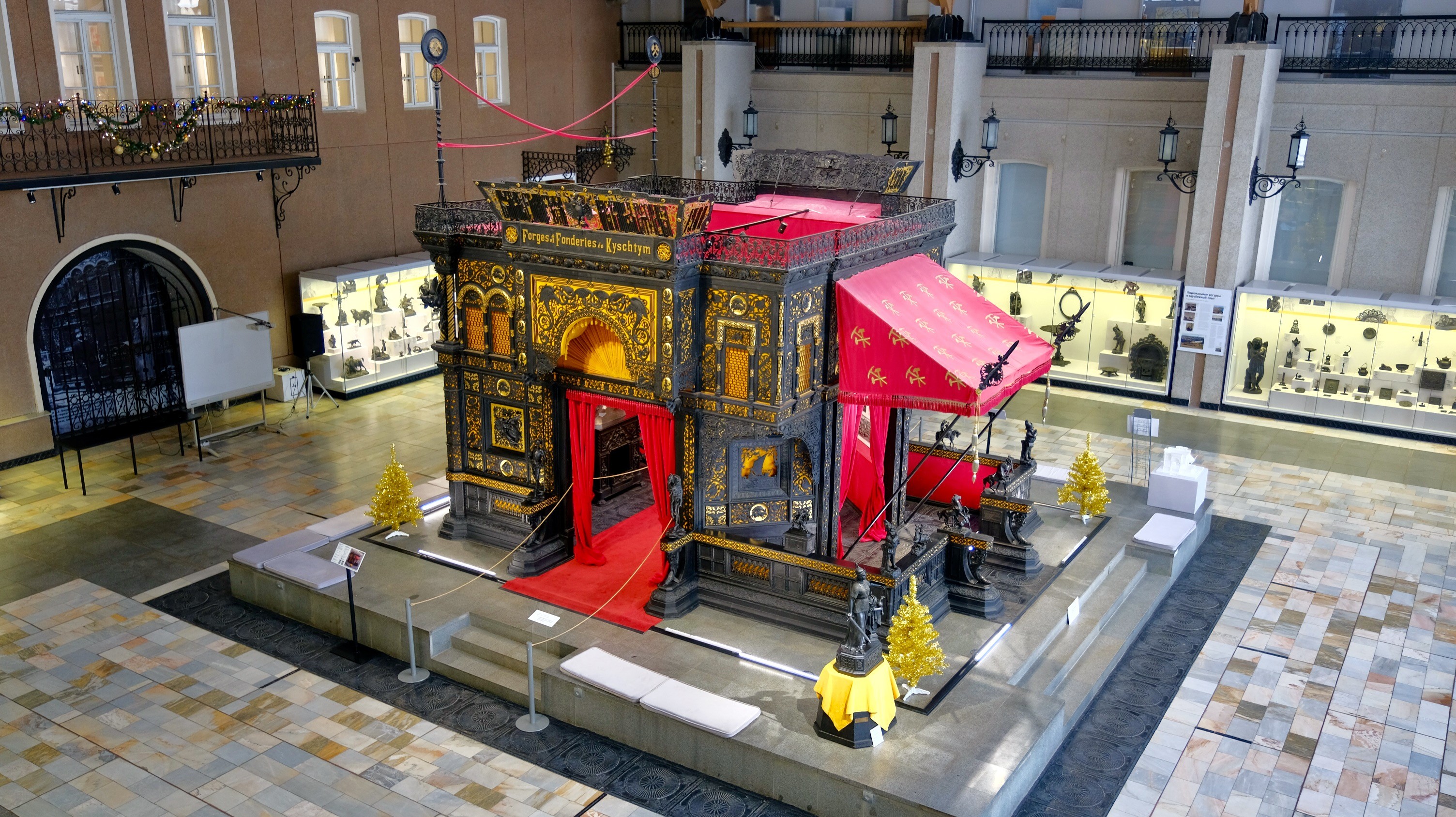
Каслинский чугунный павильон
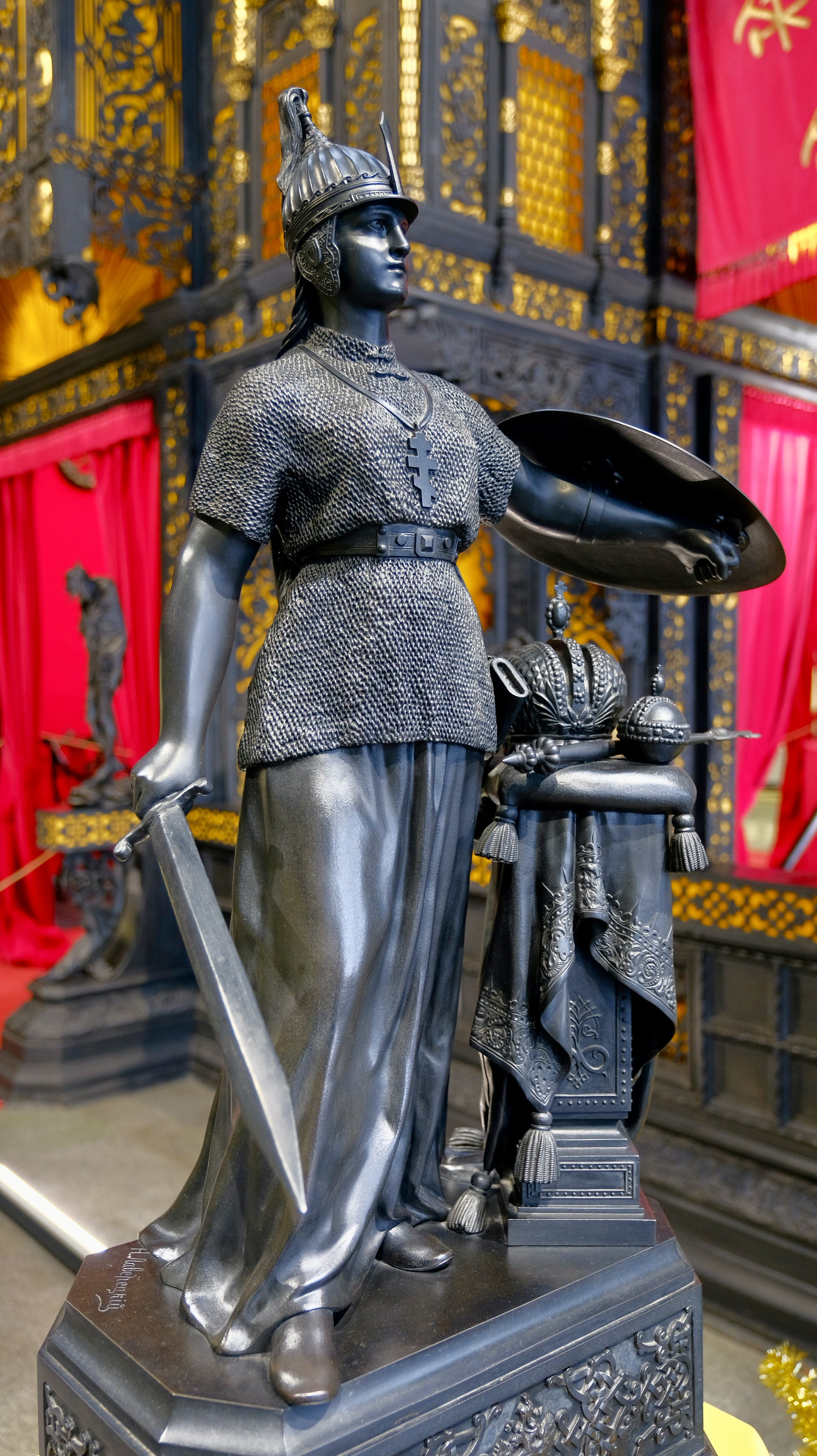
Скульптура «Россия»
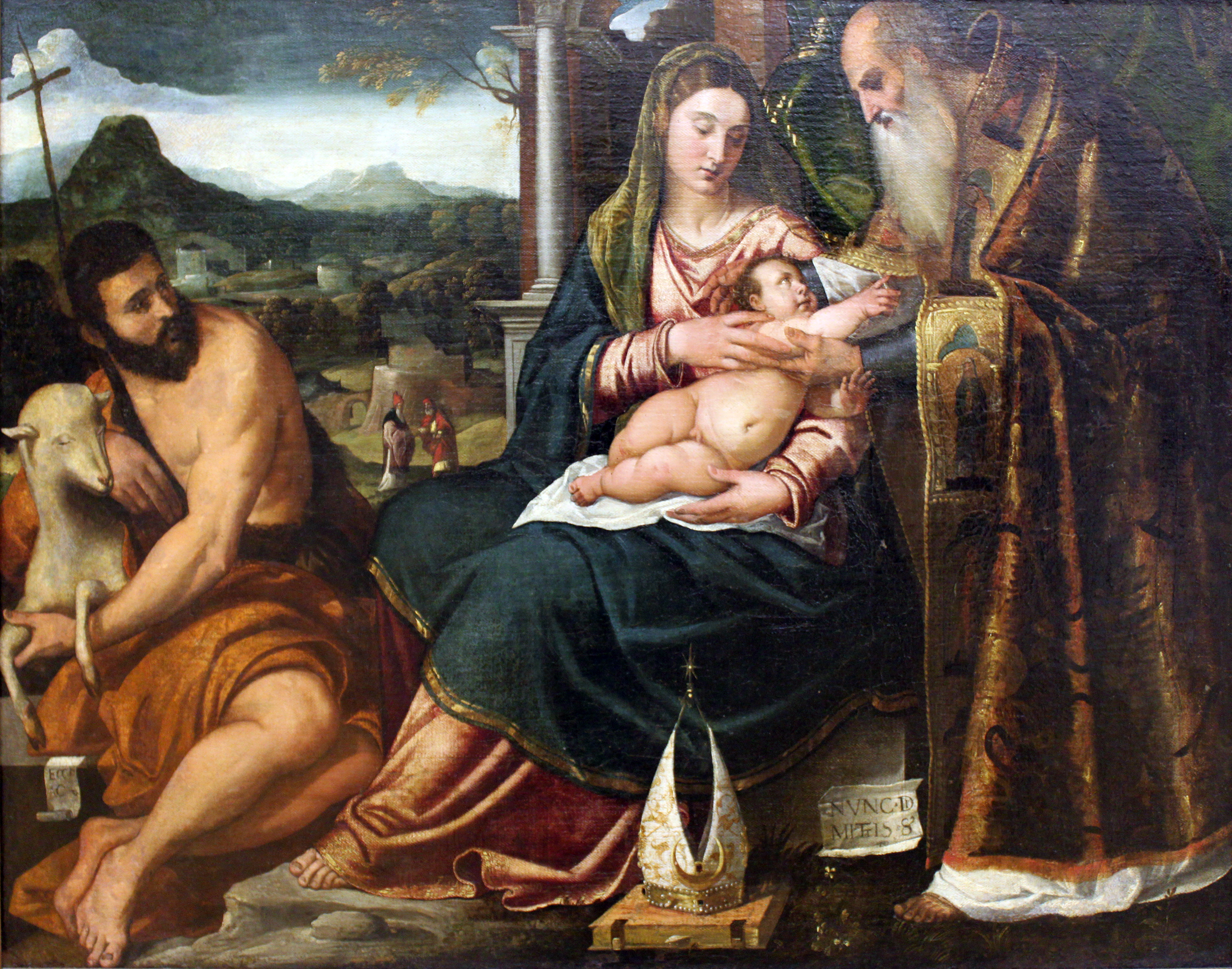
Полидоро Ланцани, «Святое собеседование», 1555
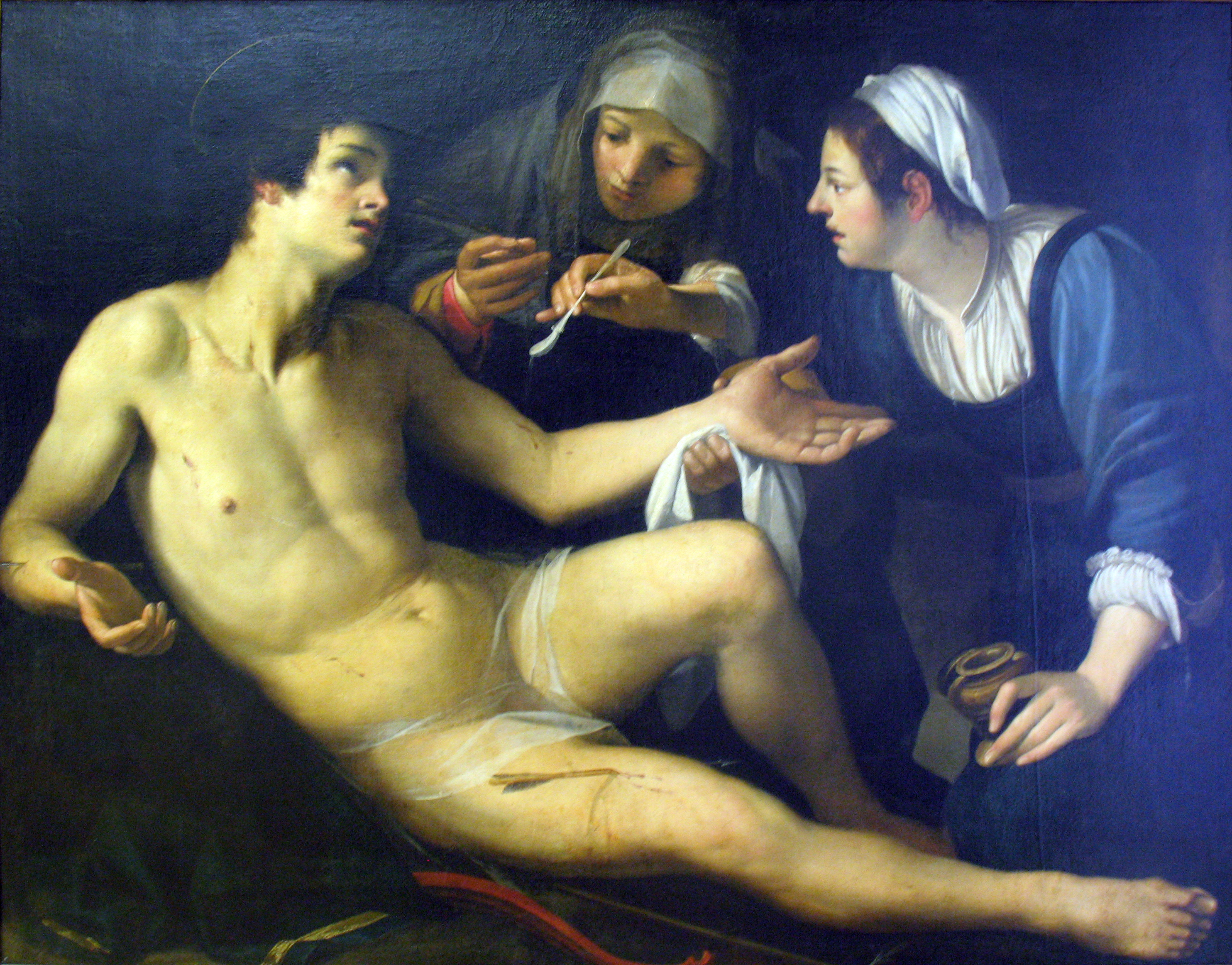
Франческо Рустичи, «Святой Себастьян», (первая половина 1620-х)
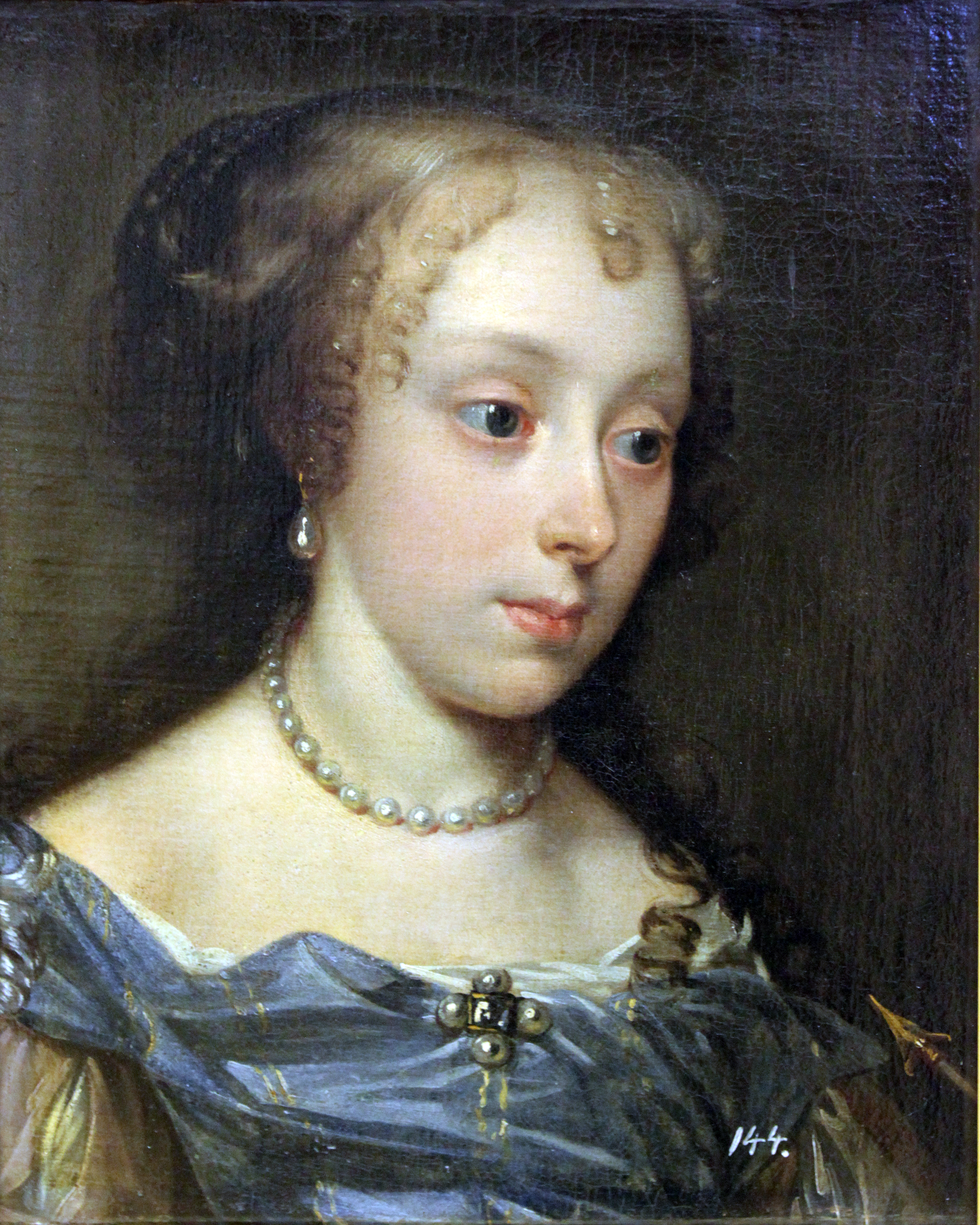
Питер Лели, «Женский портрет», 1670
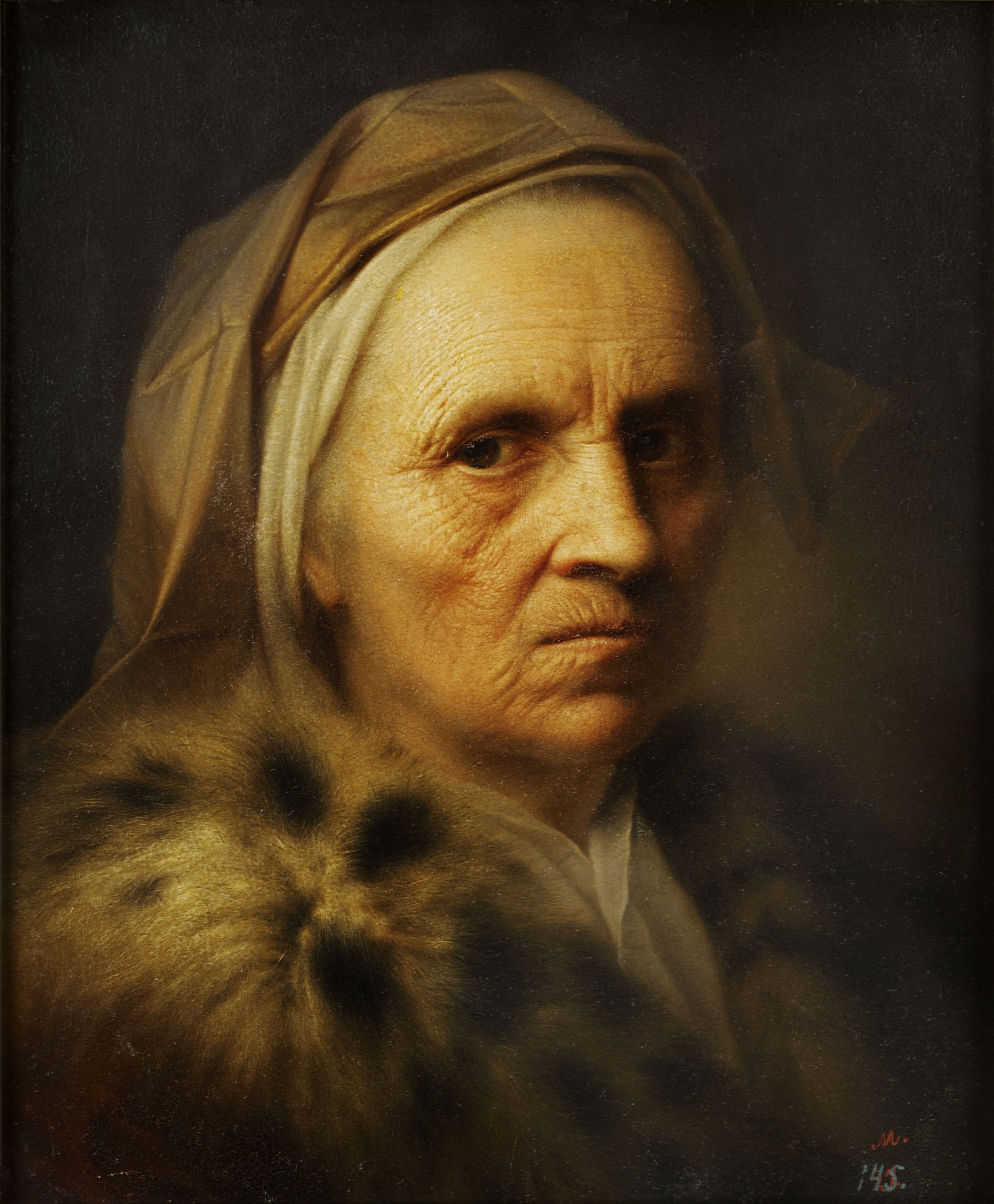
Бальтазар Деннер, «Портрет пожилой женщины», 1725
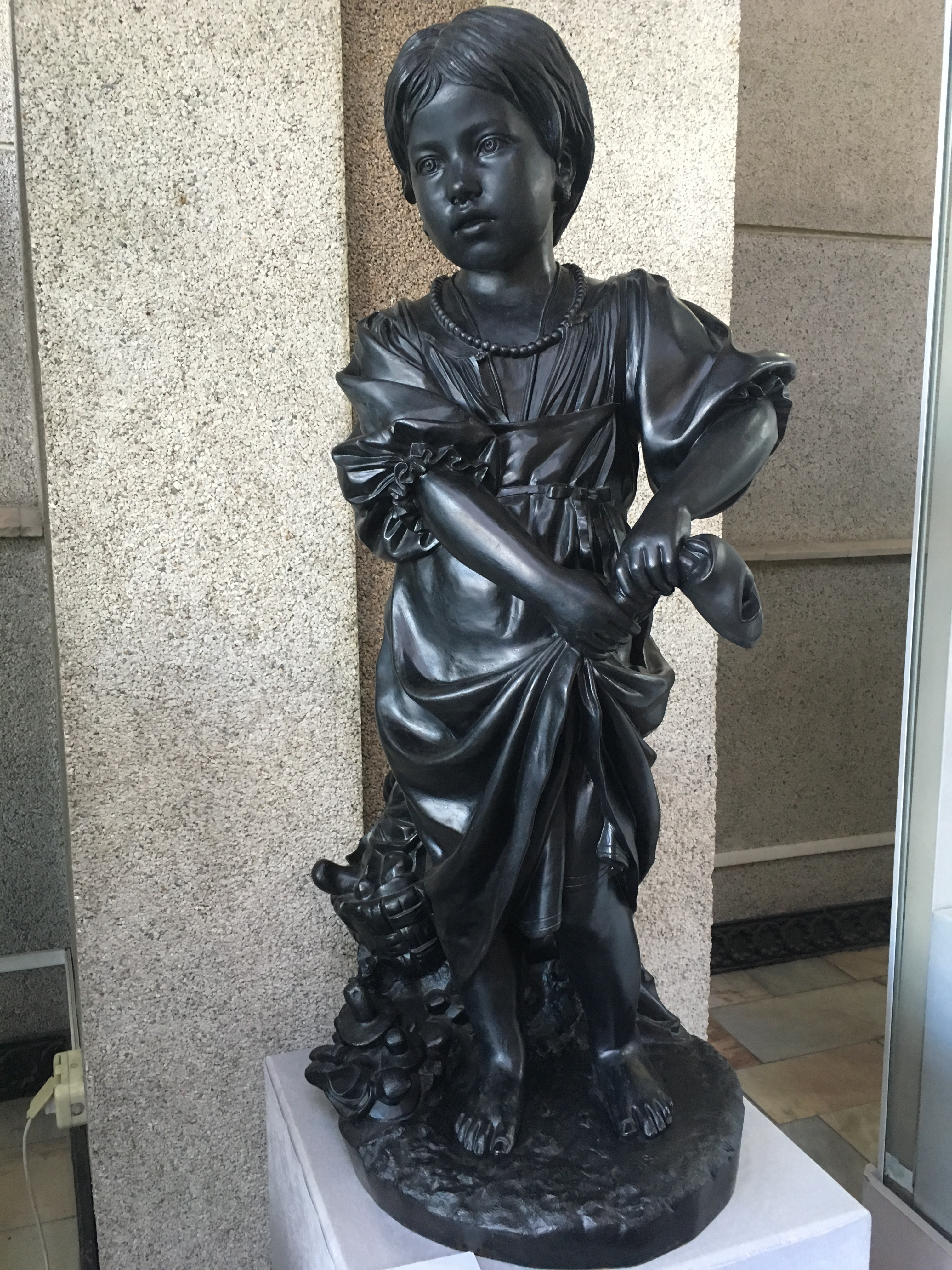
Девочка-грибница. Каслинское литьё. По гипсовой модели 1871 года.
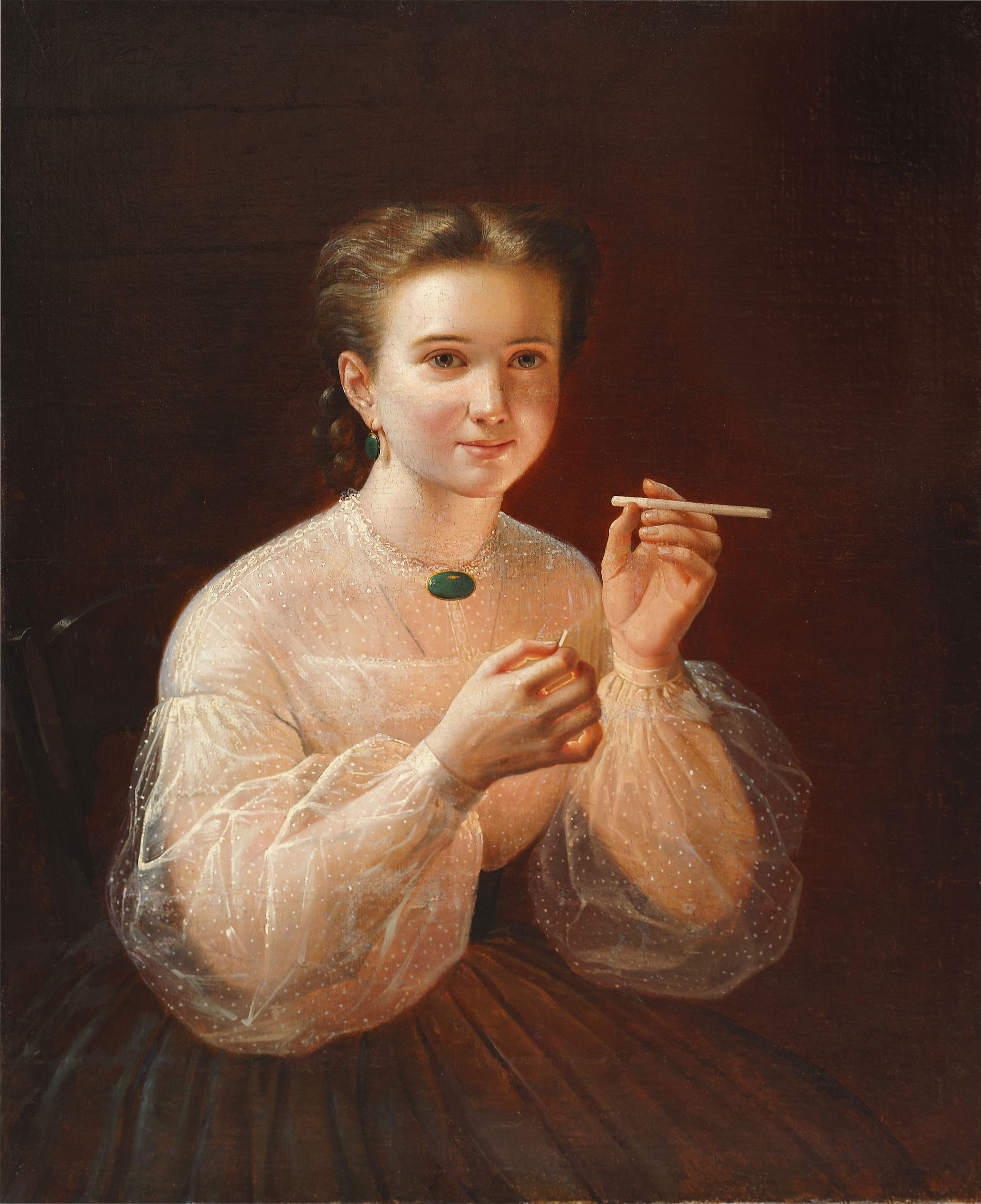
Пётр Заболотский, «Девушка с папиросой», 1830-е

Экспозиции центра «Эрмитаж-Урал»
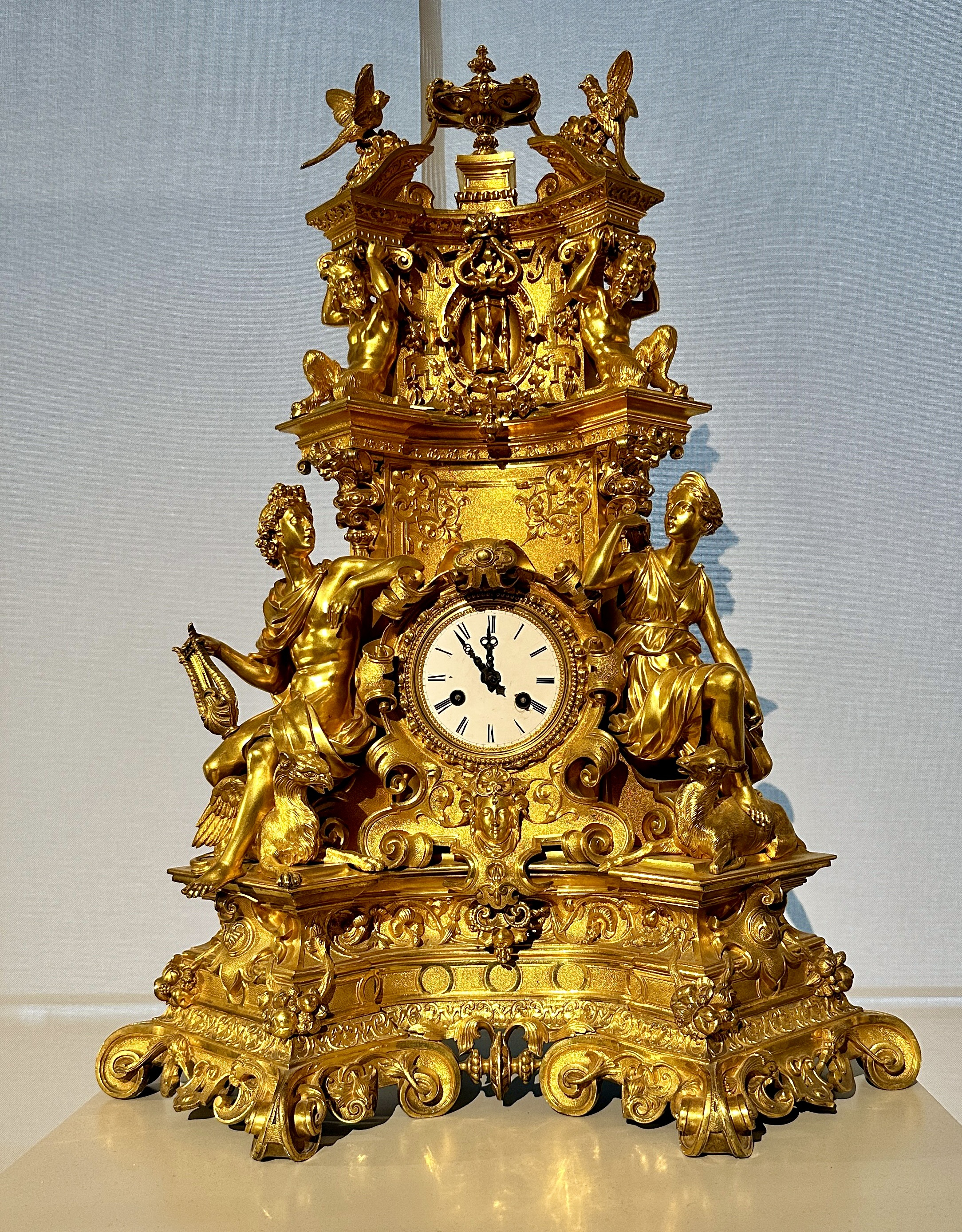
Часы «Аполлон и Диана», бронза, конец 1830-х годов
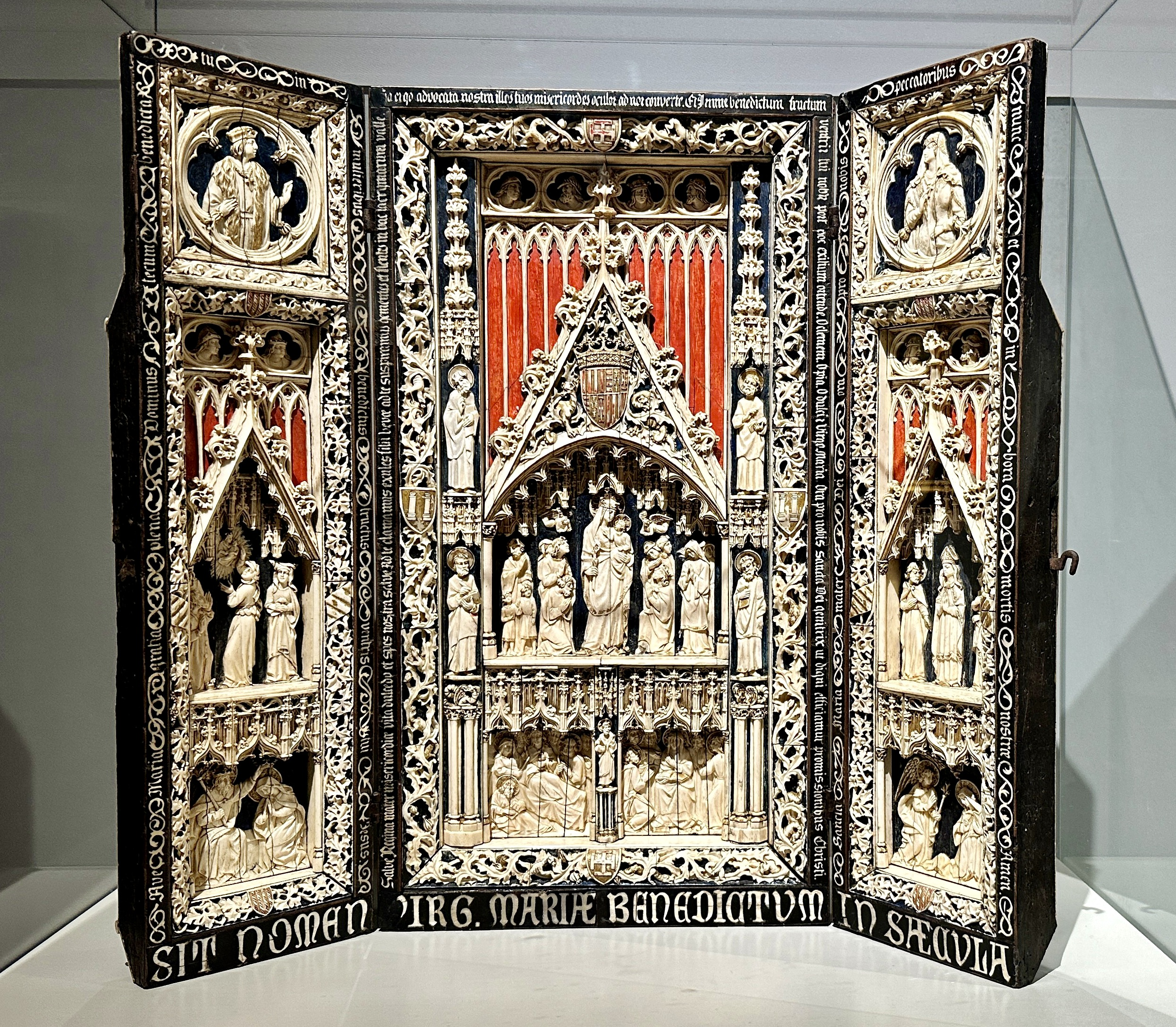
Триптих с изображениями святых и сцен из жизни Мадонны, чёрное дерево, кость, 1880-е – 1890-е годы
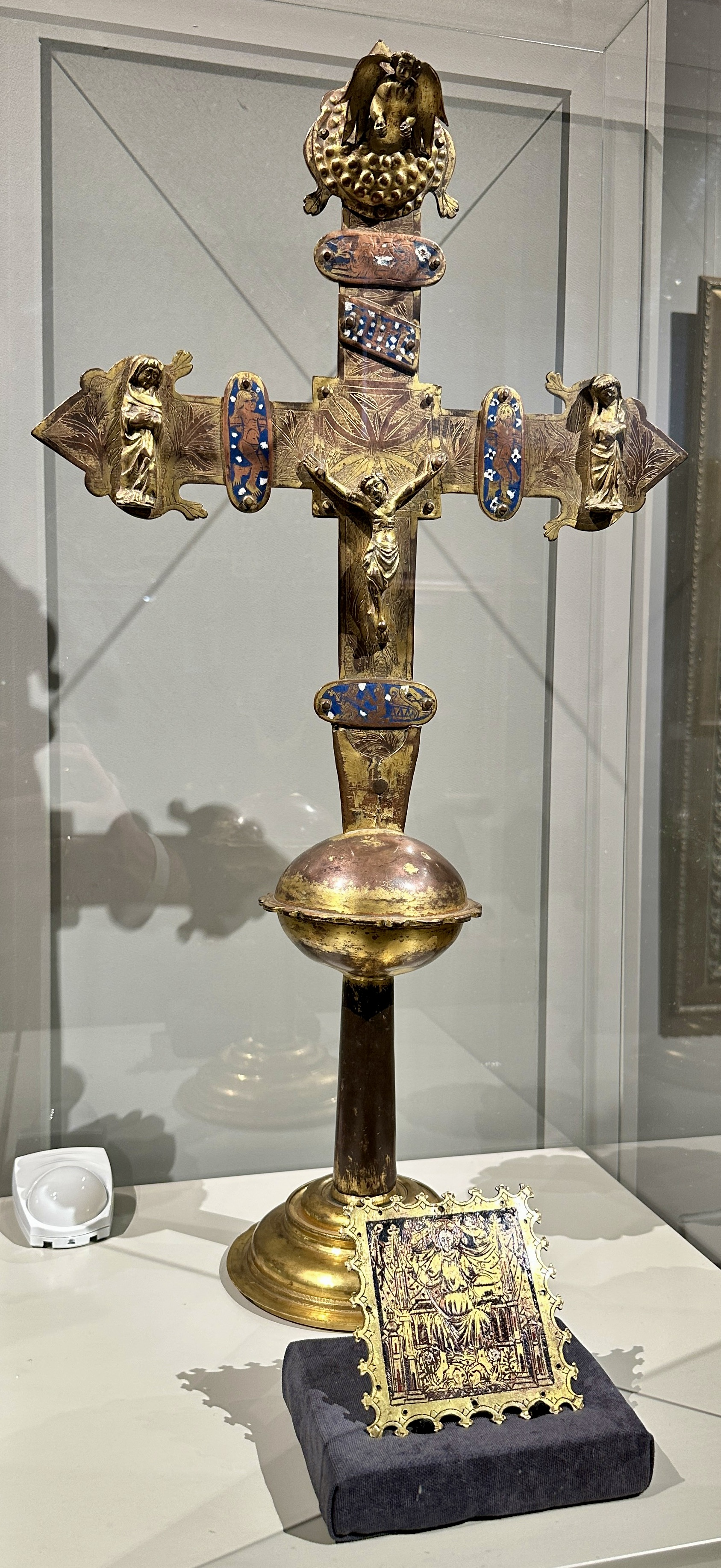
Крест процессионный, медь, начало XV века
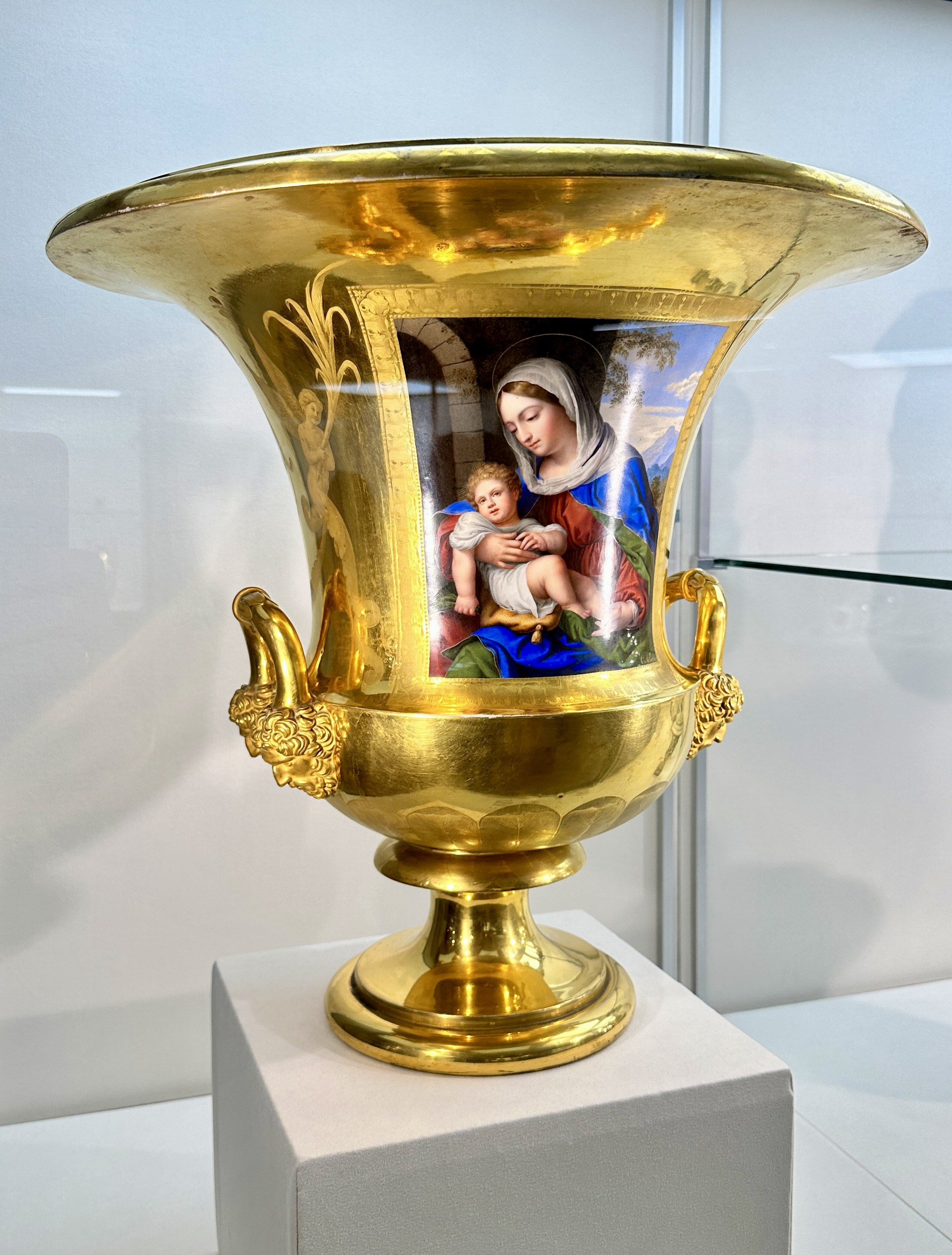
Ваза «Мадонна с младенцем», фарфор, Нимфенбургская королевская фарфоровая мануфактура, 1821 год
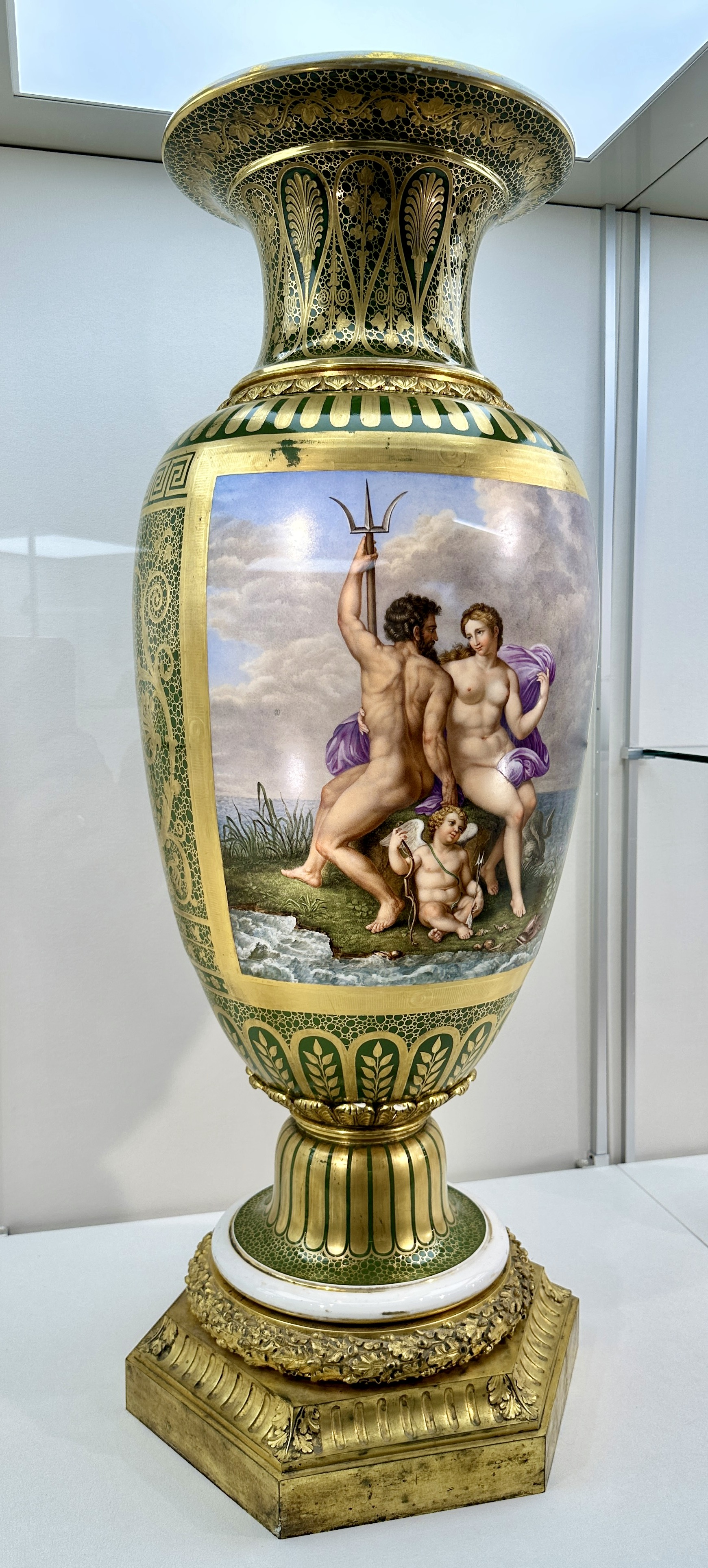
Ваза «Нептун и Амфитрита», Севрская фарфоровая мануфактура, 1810-е – 1830-е годы
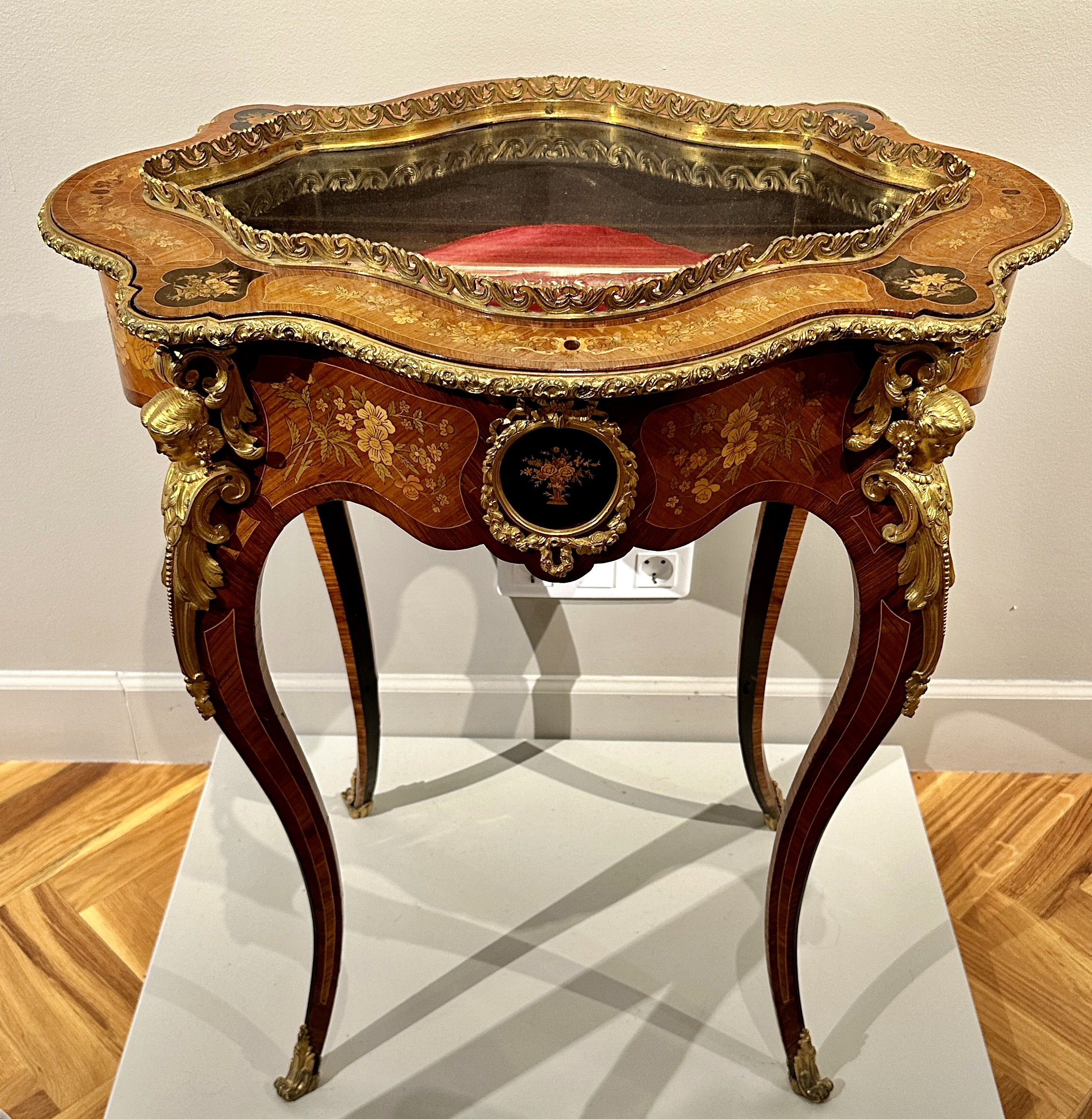
Жардиньерка в «стиле рококо», 1850-е – 1860-е годы
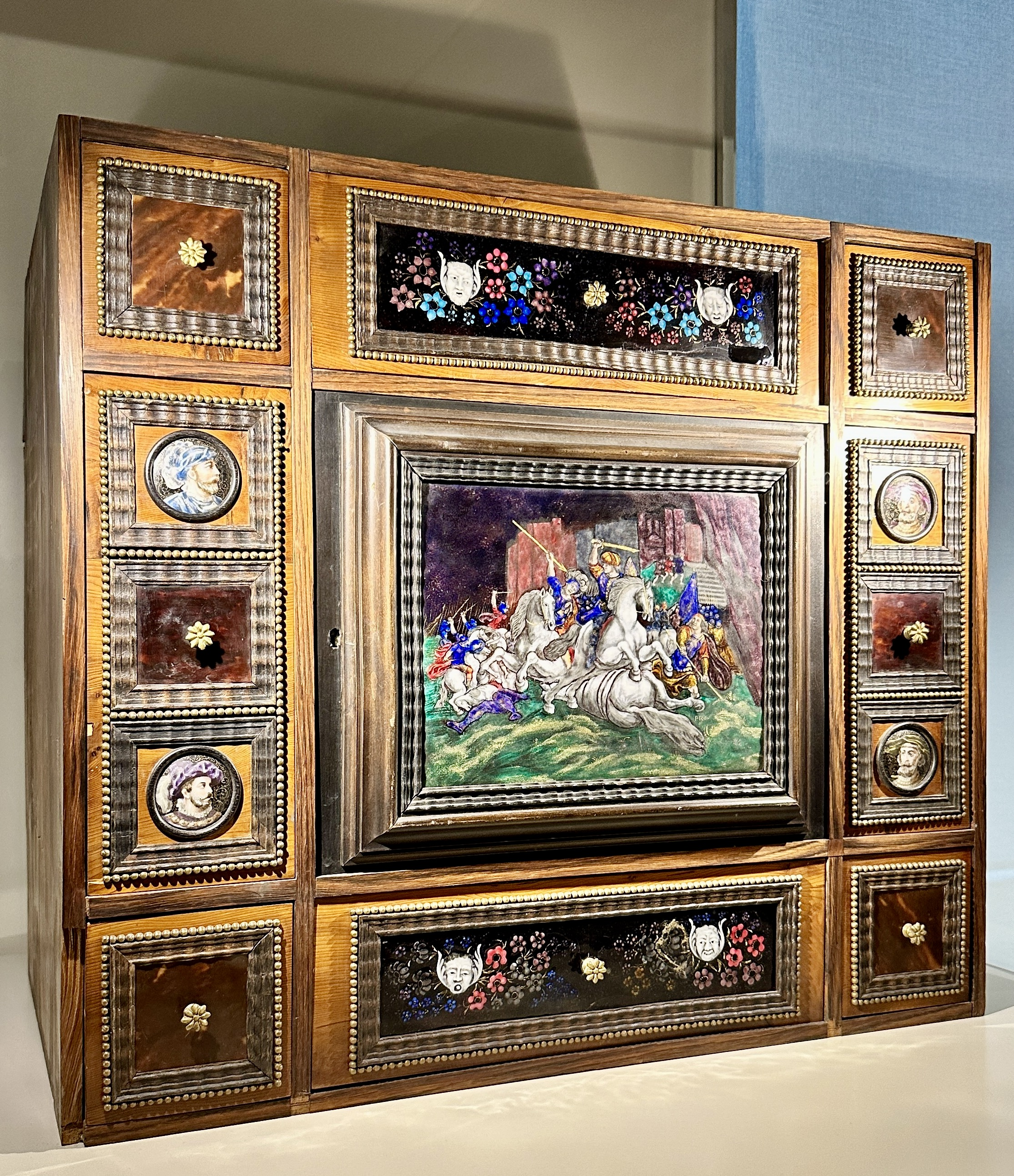
Кабинет, середина – вторая половина XIX века
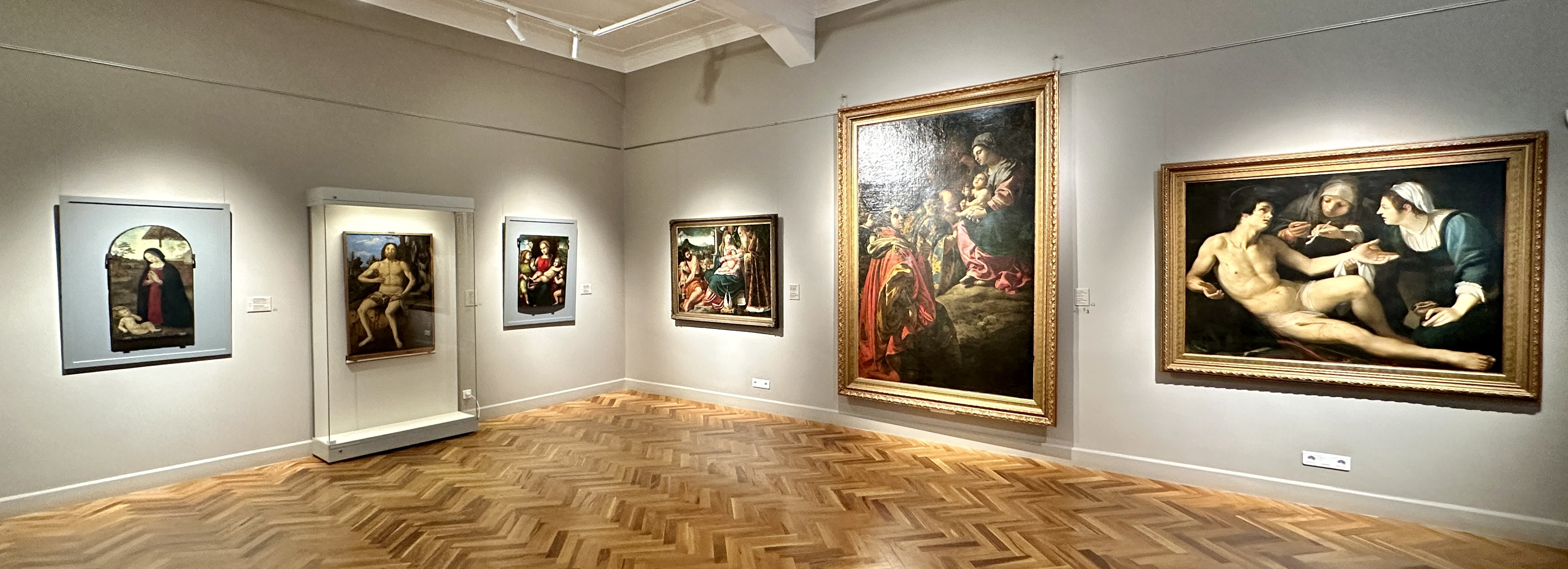
Живопись